# 桑道恩省
桑道恩省（巴布亞皮欽語）是巴布亚新几内亚的一個省，位於新幾內亞島西北部，西界印尼巴布亞省，北臨太平洋。面積36,300平方公里，2000年人口185,790人。首府瓦尼莫。
下分四區。